# Spolčení hlupců (hudební skupina)

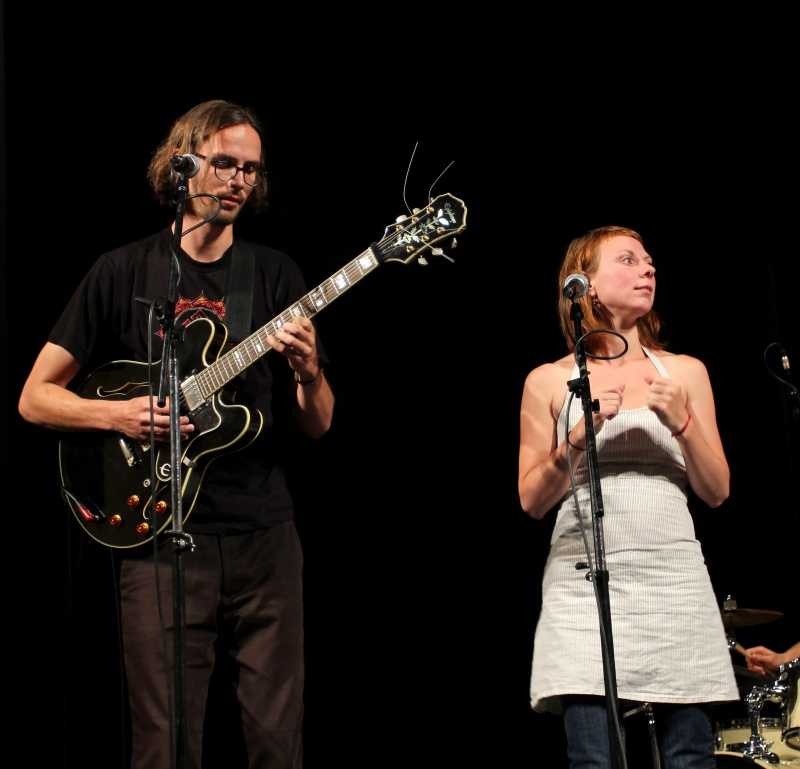
Karel Šidlo a Alena Habětínková

Spolčení hlupců je teplická kapela pohybující se ve vodách alternativní jazz-rockové fúze. Skupina spolupracuje se známou severočeskou básnířkou Svatavou Antošovou a většina současných textů je psána její rukou. Své první album nazvané Sudetenmusic skupina vydala v roce 2007. Druhé s názvem Zpoždění, které vyšlo v roce 2013, bylo kladně přijato kritikou.

## Historie
Skupina Spolčení hlupců vznikla na jaře roku 2004. Z počátku čerpala z hudebních nápadů svého externího člena Karla Kulicha. Díky jeho jazykovým znalostem se kromě češtiny v textech objevuje také, ruština, srbochorvatština a francouzština. V listopadu 2007 bylo vydáno první oficiální album s názvem Sudetenmusic. Karel Kulich v té době již s kapelou přestával spolupracovat a díky tomu mohla naplno propuknout skladatelská invence kapelníka Karla Šidla, která skupinu posunula směrem od jakési "worldmusic" ke zcela svébytnému výrazu a novým hudebním možnostem. Na podzim roku 2008 prodělává kapela krizi a po dlouhodobých neshodách se rozpadá na dva názorové celky. Vedle kapelníka Karla Šidla zůstávají ve Spolčení saxofonista Zbyněk Prokop a akordeonista Pavel Kras. Do kapely přichází nová zpěvačka, tou dobou ještě svobodná Alena Hackerová, a spolu s ní nastupuje vystudovaný kontrabasista Jan Skalický. Jako poslední si za bicí sedá bubeník Michal Froněk. Skupina je opět kompletní a znovu zahajuje svoji činnost. Na podzim roku 2012 odchází z kapely akordeonista Pavel Kras a místo něho nastupuje Igor Barboi. Většina členů má klasické hudební vzdělání.

## Nástrojové obsazení
- Alena Habětínková zpěv
- Karel Šidlo (kytara, zpěv)
- Jan Skalický basová kytara
- Igor Barboi akordeon
- Zbyněk Prokop (altsaxofon, tenorsaxofon)
- Michal Froněk bicí

## Diskografie
- Sudetenmusic, 2007
- Zpoždění, 2013